# キジオライチョウ
キジオライチョウ（雉子尾雷鳥、学名：Centrocercus urophasianus）はキジ目ライチョウ科（キジ科に分類されることもある。この場合キジ科、ライチョウ亜科となる）に分類される鳥類の一種である。

## 分布
北アメリカ中西部に分布する。

## 形態
全長オス80cm、メス55cm。雌雄異型で、オスは先端が尖った細長い尾羽（和名はこの尾羽がキジのそれに似ている事に由来）と毛髪状の冠羽、胸部によく膨らむ肉質の空気袋を持つ。

## 生態
草原に生息し、住環境としてセージ（サルビア）の生い茂る藪を好み、これが英名の由来となっている。
雑食性で、セージの葉や芽、昆虫類などを食べる。
繁殖時は、雄は数百羽集まり集団求愛場（レック）を形成する。雄の雌に対する、胸を膨らませて尾羽を広げる特徴的な求愛行動が有名である。
繁殖期は3-5月で、セージの茂みの中の地面に窪みを作り、1腹7-13個の卵を産む。抱卵期間は25-27日である。

## 人間との関係
生息地の開発が進んだことにより、個体数が減少しつつある。